# Самусєв Євген Федорович
Євген Федорович Са́мусєв (нар. 3 жовтня 1946, Київ) — радянський та український живописець; член Спілки художників України з 1977 року.

## Біографія
Народився 3 жовтня 1946 року в Києві. 1970 року закінчив Київський державний художній інститут (педагоги з фаху — Іван Тихий, Віктор Пузирков).

## Творчість
Основні твори:
- «Молоді будівельники» (1972),\;
- «Зимові мережива» (1973);
- «Молоді» (1978);
- «Південно-Українська АЕС» (1979);
- «Комсомольська будова» (1985).